# Ariergardă
Ariergarda (din franceză arrière-garde, adică în urma gărzii) este un termen militar ce desemnează o unitate sau subunitate militară care se află în urma forțelor principale, pentru a le asigura securitatea, cel mai degrabă pentru a le apăra de un eventual atac de la spate.
În timpul retragerii sarcina ariergărzii constă în stoparea avansării inamicului, câștigând timpul necesar pentru ca principalele forțe să reușească să se retragă organizat, cu mai puține pierderi. 
Ariergarda este angajată continuu în spionarea inamicului pentru a identifica compoziția și direcția de deplasare a trupelor acestuia.